# Cremastus crassitibialis
Cremastus crassitibialis là một loài tò vò trong họ Ichneumonidae.